# Omikron Ursae Majoris
Omikron Ursae Majoris (ο UMa, Muscida) – gwiazda podwójna w gwiazdozbiorze Wielkiej Niedźwiedzicy. Wokół głównej gwiazdy układu krąży planeta pozasłoneczna.

## Nazwa
Tradycyjna nazwa gwiazdy, Muscida, wywodzi się ze średniowiecznej łaciny i oznacza „pysk” (Niedźwiedzicy), co odnosi się do jej położenia w gwiazdozbiorze. Nazwa ta została zatwierdzona przez Międzynarodową Unię Astronomiczną i weszła do jej katalogu nazw gwiazd.

## Charakterystyka
W skład układu wchodzą dwie gwiazdy: Omikron Ursae Majoris A (Muscida), żółty olbrzym należący do typu widmowego G i Omikron Ursae Majoris B, czerwony karzeł typu M1 o jasności zaledwie 15,2m. Omikron Ursae Majoris A ma 360 milionów lat, zakończyła syntezę wodoru w hel w jądrze i obecnie zmienia się w znacznie jaśniejszego czerwonego olbrzyma. Jest ona gwiazdą zmienną, jej obserwowana wielkość gwiazdowa zmienia się od 3,3 do 3,8m w okresie około roku. 
Składniki A i B są oddalone o co najmniej 400 au, a okres orbitalny tego układu to ponad 4100 lat.
Wokół olbrzyma krąży planeta, gazowy olbrzym o oznaczeniu Omikron Ursae Majoris b. Jej istnienie potwierdzono w 2012 roku.